# Pterocephalus plumosus
Pterocephalus plumosus är en tvåhjärtbladig växtart som först beskrevs av Carl von Linné, och fick sitt nu gällande namn av Coulter. Pterocephalus plumosus ingår i släktet Pterocephalus och familjen Dipsacaceae. Inga underarter finns listade i Catalogue of Life.

## Bildgalleri

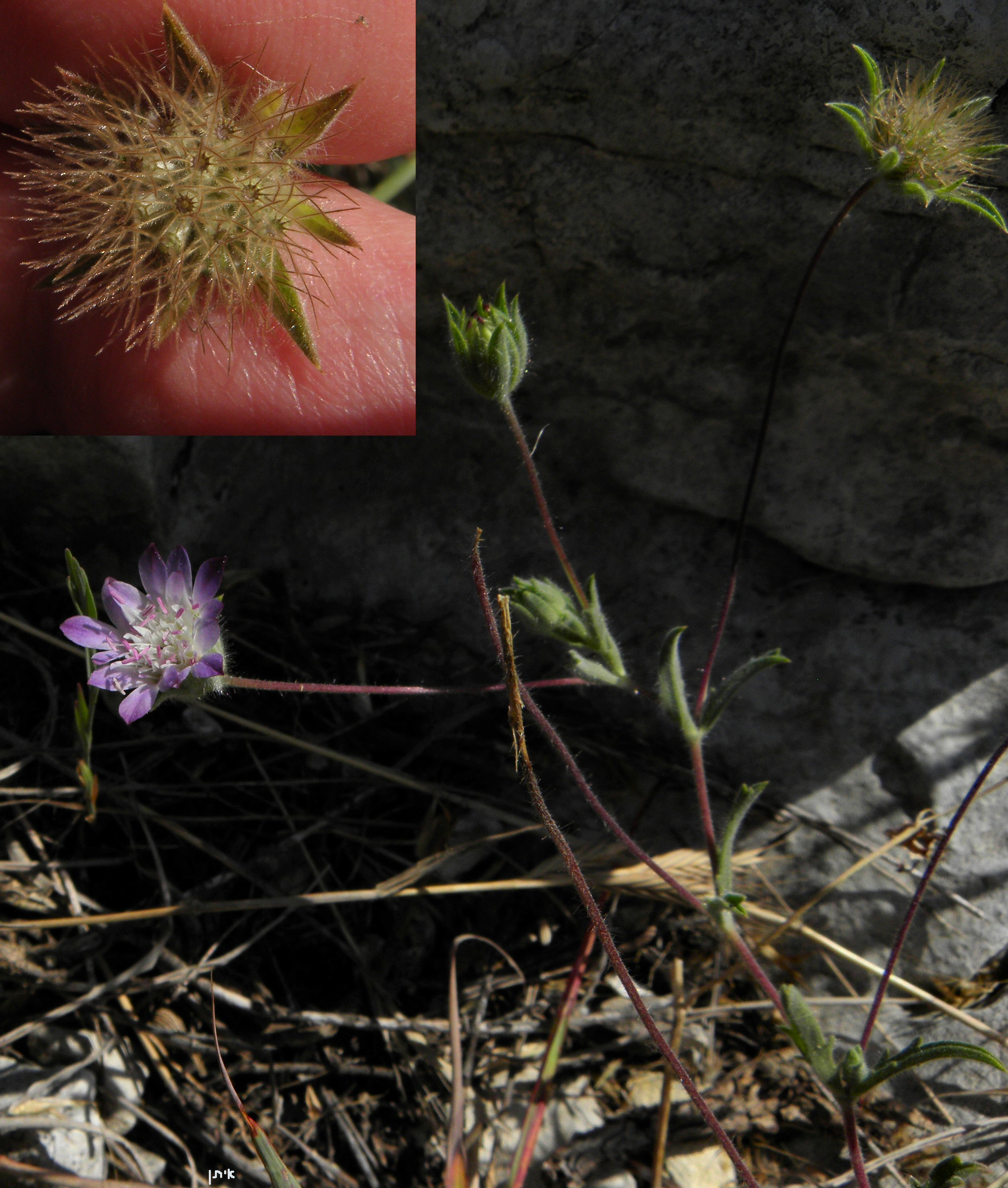